# Алжирски протести (2011)
Алжирските протести са серия от протести в Алжир, продължавали от декември 2010 до ранната пролет на 2011 г.
Причини, цитирани от протестиращите, са безработица, недостиг на жилища, повишаване цените на храната, корупция, липса на свобода на словото и мизерни условия за живот. Дотогава са се случвали протести в различни места из страната, но за пръв път през 2011 г. стават национални. Успокоени са от правителството, което обещава намаляване на цените на храните, но са последвани от серия от самозапалвания, повечето от които пред правителствени сгради. След това опозиционните партии започват да водят уличните протести, незаконни в Алжир без разрешение от правителството заради извънредното положение в страната от настъплението на ислямистите през 1992 г.

## Предистория
Политически улични протести се случват често в Алжир в предишните години. През февруари 2008, посланикът на Съединените щати Робърт Форд изнася дипломатически телеграми, с които нарича Алжир „нещастна страна“, и в които се твърди: „Има много дискусии сред политическите кръгове за конституцията, третия срок и проблемът с наследяването, но няма истинска малка дискусия за това как да се решат проблемите с политическото объркване и социалното недоволство в държавата.“ Той казва, че има удари над храната „от търговски организации в Алжир“ и че „почти дневно има демонстратори, атакуващи някой правителствен офис в далечен град.“
Форд казва още, че „избирателната активност на Алжирските избори през 2007 и местните избори е по-ниска от всякога, защото младите хора в Алжир не виждат в правителството решение на техните проблеми.“
Лидерът на Обединение за култура и демокрация, Саид Сади, казва, че през 2010 има „9700 бунтове и смутове“ в Алжир. Извънредно положение е в сила в Алжир от 1992 г. Един от последните протести през 2010 се случва на 29 декември в Алжир заради липсата на жилища. Има сблъсъци с полицията, поне 53 души са ранени и други 29 – арестувани.

## Опит за протест
На 5 март 2011 година Алжирското Национално обединение за промени и демокрация правит опит за организиране отново на протестна демонстрация въпреки наложената от властите забрана. Петролните работници започват „седяща стачка“ за по-високи заплати. Студентите също започват протест за по-добри житейски шансове, а други обществени групи заради безработицата и лошото жилищно строителство. Алжирското правителство „мигновено“ увеличава заплатите на работниците и представя мерки за подобряване на жилищната политика и срещу безработицата. Подразделения на полицията заемат ключови позиции в центъра на град Алжир и не допускат събирането на демонстранти. Едновременно с това полицията предотвратява сблъсъци между привърженици и противници на президента Абдулазиз Бутефлика.